# In Love and Death
In Love and Death es el segundo disco de la banda The Used. Fue lanzado el 28 de septiembre de 2004 por Reprise Records y grabado en los Foxy Studios de Los Ángeles, California. El álbum consiguió el disco de platino tras vender alrededor de tres millones de copias.

## Lista de canciones
1. "Take It Away" – 3:37
2. "I Caught Fire" – 3:24
3. "Let It Bleed" – 3:10
4. "All That I've Got" – 3:58
5. "Cut Up Angels" – 3:47
6. "Listening" – 2:46
7. "Yesterdays Feelings" – 2:48
8. "Light with a Sharpened Edge" – 3:30
9. "Sound Effects & Overdramatics" – 3:28
10. "Hard to Say" – 3:30
11. "Lunacy Fringe" – 3:40
12. "I'm a Fake" – 4:06

### B-sides
- "Back of Your Mouth" – 3:19
- "Into My Web" – 3:37

### Pista adicional
- "Under Pressure" (con My Chemical Romance) – 3:31

## Créditos
Todas las canciones fueron escritas por The Used, excepto Under Pressure.
The used
- Bert McCracken - vocalista, piano, arreglos de secuencia, teclado.
- Quinn Allman - guitarra principal, guitarra rítmica, vocalista de fondo.
- Branden Steineckert - batería, vocalista de fondo, programador (en Take It Away).
- Jeph Howard - bajo, vocalista de fondo.

Músicos adicionales
- Sean Ingram - vocalista de fondo (en Sound Effects And Overdramatics).
- Danny Lohner - programador (en Take It Away).
- Josh Eustis - programador (en Take It Away).

Producción
- John Feldman - producción, ingeniería, mezclador, arreglos de secuencia.
- Mark Blewett - ayudante de ingeniería, técnico de guitarras y bajos.
- Alan Hessler - ayudante de ingeniería, técnico de guitarras y bajos.
- Anthony Catalano - editor digital.
- Joe Gastwirt - masterizador
- Alex Pardee - diseño del CD.
- Seth Smoot - fotografía
- Daniel Jensen - técnico de baterías.
- Jordan Brown - técnico de baterías.
- Brian Patchett - técnico de guitarras y bajos.

## Sencillos
- "Take It Away", Lanzado en agosto de 2004
- "All that I've Got", Lanzado en diciembre de 2004
- "I Caught Fire", Lanzado en febrero de 2005

- Datos: Q673187